# 推动法治进程十大案件
推动法治进程十大案件是中华人民共和国最高人民法院自2015年开始每年举办的评选，十大案件是每年全国案件的典型代表，根据网络投票和专家意见确定评选结果。

## 2015年
刘汉、刘维等组织、领导黑社会性质组织犯罪、故意杀人案，蒋洁敏受贿、巨额财产来源不明、国有公司人员滥用职权案，上海欧宝生物科技与辽宁特莱维置业、谢涛企业借贷纠纷案，朱武进、郑毅等非法获取公民个人信息案，连恩青故意杀人案，上海市消费者权益保护委员会诉天津三星通信技术有限公司、广东欧珀移动通信有限公司侵权责任纠纷案，泰州市环保联合会诉江苏常隆农化等6家公司环境污染公益诉讼案，全国首例民政部门申请撤销监护人资格案，“北雁云依”落户登记案，黄兴、林立峰、陈夏影无罪释放案。

## 2016年
聂树斌被宣判无罪案、“快播”传播淫秽物品牟利案、白恩培受贿被判终身监禁案、邱少云烈士人格权纠纷案、福喜公司“过期劣质肉”案、“加百利”油轮南海救助案、天津瑞海公司爆炸案、“乔丹”“QIAODAN”商标行政纠纷案件、造纸公司偷排污水公益诉讼案、汽车买卖“退一赔三”维权案。

## 2017年
徐玉玉被电信诈骗案，于欢故意伤害案，王力军无证收购玉米被宣告无罪案，简阳市政府被诉公告违法案，王老吉加多宝红罐装潢纠纷案，全国首例“毒跑道”公益诉讼案，全国首例电商平台打假案，奢侈“包包女”拒不执行判决被搜查案，“百名红通”1号杨秀珠回国受审案，卢荣新无罪释放案。 据介绍，参评案件共获70余万张票。根据网友投票结果和专家评审意见，按照评选标准确定了入选案件。

## 2018年
原审被告人张文中再审宣告无罪案，郑州医生电梯劝阻吸烟无责案，孙政才受贿案，叶挺烈士名誉侵权纠纷案，许水云与金华市婺城区人民政府行政赔偿案，迪奥尔公司商标申请驳回复审行政纠纷案，朱振彪追赶交通肇事逃逸者见义勇为无责案，江苏省人民政府首次作为原告提起生态环境损害赔偿案，刘永添等54人涉黑团伙犯罪案，北京顺义法院强制执行交通致残赔偿案。